# Římskokatolická farnost Křemýž
Římskokatolická farnost Křemýž (lat. Krzemuschium) je církevní správní jednotka sdružující římské katolíky na území vesnice Křemýž a v jejím okolí. Organizačně spadá do teplického vikariátu, který je jedním z 10 vikariátů litoměřické diecéze.

## Historie farnosti
Již v roce 1352 byla v místě plebánie. Matriky jsou vedeny od roku 1681. Farnost byla kanonicky zřízena od roku 1706.

### Duchovní správcové farnosti a správcové v materiálních záležitostech
Začátek působnosti jmenovaného v duchovní správě farnosti od:
- 1706   proto-par (první-farář) Franciscus Domin. Nessen
- 1742   Adalbertus Eustach. Habel
- 1774   Ignat. Jacob. Günther, n. 3. 1. 1743 Diettersbachens., o. 21. 12. 1768, † 3. 1. 1824
- 1824   Vinc. Merwitz, n. 27. 10. 1794 Hottovicens., o. 23. 8. 1818, † 25. 3. 1829
- 1829   Anton. Horn, n. 28. 2. 1792 Pont., o. 9. 9. 1814, † 3. 4. 1845
- 1845   Jos. Hamann, n. 8. 11. 1791 Jablonens., o. 11. 8. 1815, † 3. 6. 1879
- 1879   Jos. Hammer, n. 7. 4. 1817 Stolzenbain, o. 28. 7. 1844, † 30. 12. 1906
- 1898   Ferd. Wenzel, n. 23. 1. 1868 Lipae, o. 24. 5. 1891, † 17. 9. 1928
- 1905   Jos. Zechel, n. 27. 7. 1862 Lobkowitz., o. 22. 5. 1887, † 18. 6. 1951
- 1908   Rich. Wewerka, n. 17. 4. 1864 Schönberg, o. 16. 5. 1889, † 12. 1. 1929
- 1910   Joann. Wittenbrink, n. 16. 11. 1873 Herbern (G), o. 18. 4. 1901, † 30. 7. 1951
- 1913   Jos. Zilles, n. 4. 11. 1868 Wickrath, (G.), o. 31. 3. 1895
- 1923   Anton Mehl, n. 8. 6. 1890 Döbern, o. 11. 7. 1915, † 13. 11. 1949
- 1926   Franc. Jülka, n. 19. 9. 1885 Lobeditz, o. 17. 7. 1910, † 30. 3. 1953
- 1930   par. vacat, admin. exc. Henr. Wagner
- 1931   par. vacat, admin. interc. Raim. Förster
- 1935   par. vacat, admin. exc. Henr. Wagner
- 1938   par. vacat, admin.  interc. Max. Purkart
- 1. 8. 1941 Max. Purkart, n. 16. 7. 1909 Schönau, o. 2. 7. 1933, † 14. 10. 1960
- 17. 9. 1946 Henr. Wagner
- 7. 10. 1952 František Ondrouch
- 15. 1. 1953 Emanuel Kinderman OFM Cap., admin. exc. z Kostomlat pod Milešovkou
- 1. 8.  1982 Antonín Audy, admin. exc. z Teplic
- 15. 7. 1990 Petr Němec SDB, admin. exc. z Teplic
- 1. 10. 1993 Miroslav Maňásek SDB, admin. exc. z Teplic
- 1. 11. 1997 Jozef Kujan SDB, admin. exc. z Teplic
- 1. 9.  2006 Stanislav Jonášek SDB, admin. exc. z Teplic
- 1. 9.  2012 Jan Blaha SDB, admin. exc. z Teplic; od 1. 7. 2018 admin. exc. in spiritualibus z Teplic
  - 1. 7. 2018 Robert Kotyšan, admin. exc. in materialibus
- 1. 9. 2018   Radomír Kuchař SDB, admin. exc. in spiritualibus z Teplic[3]

Kromě kněží stojících v čele farnosti, působili ve farnosti v průběhu její historie i jiní kněží. Většinou pracovali jako farní vikáři, kaplani, katecheté, výpomocní duchovní aj.

## Území farnosti
Do farnosti náleží území obce:
- Dolánky (Dollanken,[2] Dolanken[4])[p 2]
- Křemýž (Křemusch,[2] Kremusch varianta Krzemusch[4])[p 2]
- Němečky (Nemetschken)[p 2]
- Ohníč (Wohontsch)[p 2]
- Pňovičky (Knibitschken,[2] Kniebitschken[4])[p 2]

## Římskokatolické sakrální stavby a místa kultu na území farnosti
| | Fotografie | Stavba                   | Místo  | Bohoslužby                      | Zeměpisné souřadnice             | Status       | Číslo kulturní památky                       |
| Kostel | Kostel     | Kostel                   | Kostel | Kostel                          | Kostel                           | Kostel       | Kostel                                       |
| --- | ---------- | ------------------------ | ------ | ------------------------------- | -------------------------------- | ------------ | -------------------------------------------- |
| 1. |            | Kostel sv. Petra a Pavla | Křemýž | bližší informace o bohoslužbách | 50°35′50″ s. š., 13°49′13″ v. d. | farní kostel | 43318/5-2698 (Pk•MIS•Sez•Obr•WD) (Q18564511) |
| Některé drobné sakrální stavby a pamětihodnosti lze dohledat zde v databázi Drobné sakrální památky Zaniklé sakrální stavby lze dohledat zde v databázi Poškozené a zničené kostely, kaple a synagogy v České republice |            |                          |        |                                 |                                  |              |                                              |

Ve farnosti se mohou nacházet i další drobné sakrální stavby, místa římskokatolického kultu a pamětihodnosti, které neobsahuje tato tabulka.

## Příslušnost k farnímu obvodu
Z důvodu efektivity duchovní správy byl vytvořen farní obvod (kolatura) farnosti-děkanství Teplice v Čechách, jehož součástí je i farnost Křemýž, která je tak spravována excurrendo.